# رافائل کالوت
رافائل کالوت (انگلیسی: Raphaël Calvet؛ زادهٔ ۷ فوریهٔ ۱۹۹۴) بازیکن فوتبال اهل فرانسه است.
از باشگاه‌هایی که در آن بازی کرده‌است می‌توان به باشگاه فوتبال اوسر و باشگاه فوتبال برنتفورد اشاره کرد.
وی همچنین در تیم‌های ملی فوتبال تیم ملی فوتبال زیر 16 سال فرانسه، زیر ۱۷ سال فرانسه، زیر ۱۸ سال فرانسه، و زیر ۲۰ سال فرانسه بازی کرده‌است.